# Nikaianch (II.)

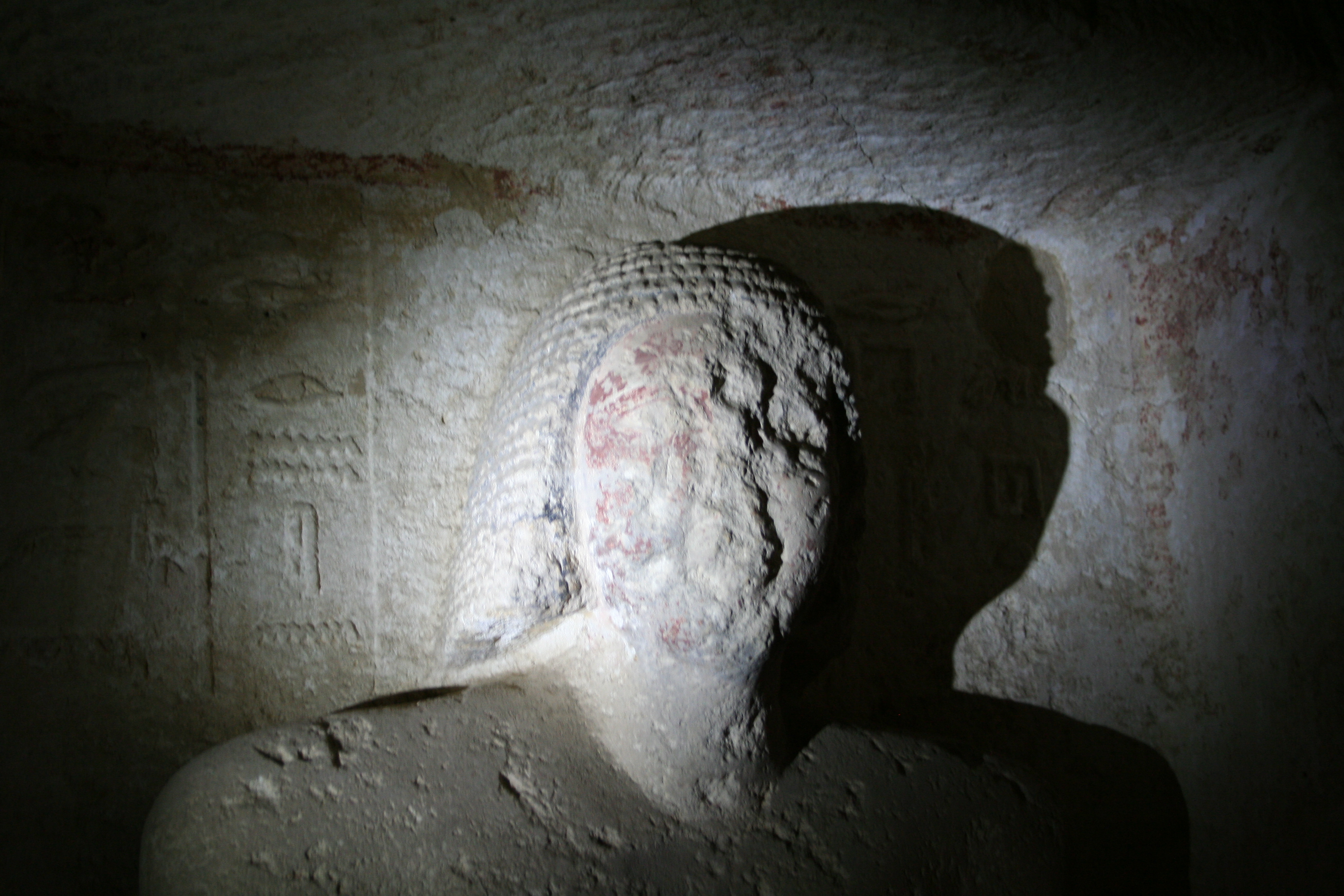
Statue des Heti, Vater von Nikaianch

Nikaianch (II.) (der Ka gehört dem Lebendigen (die Nummerierung ist modern)) war ein lokaler Beamter im Alten Ägypten zur Zeit der 5. Dynastie, der von seinem dekorierten Grab in Tihna al-Dschabal in Mittelägypten bekannt ist.
Nikaianch lebte und amtierte zur Zeit der 5. Dynastie. Er trug Titel, die darauf hindeuten, dass er als Verwalter königlicher Güter in Mittelägypten amtierte. Seine Titel lauten Königsbekannter (Rḫ-nsw = Rech-nesu), Verwalter der großen Domäne (Schreibweise in diesem Falle: Jmj-r3-ḥwt-ˁ3t = Imi-ra-hut-aat), und Vorsteher der Priester der Hathor, Herrin von Rainet. In seinem Grab werden auch verschiedene Familienmitglieder genannt, seine Gemahlin ist jedoch unbekannt. Sein Vater hieß Heti, seine Mutter Debet. Hemhathor und Ni… (Rest des Namens verloren) waren seine Söhne. Auch eine Tochter ist namentlich bekannt: Nefertkau.
Es ist unsicher, wann das Grab gefunden wurde. George Willoughby Fraser verbrachte 1893 drei Monate in der Nekropole von Tihna al-Dschaba und publizierte die Ergebnisse seiner Untersuchungen im Jahre 1902. Doch erwähnt er diese Grabanlage nicht. Später scheint man es mit dem Grab des Nikaianch (I.) verwechselt zu haben. Ein australisches Team arbeitete von 2007 bis 2011 vor Ort und das Grab des Nikaianch (II.) wurde 2014 publiziert und erhielt die Nummer 15.
Die Grabanlage des Nikaianch ist architektonisch von Bedeutung. Es handelt sich dabei um eine Mastaba (normalerweise ein freistehender, rechteckiger Grabbau), die in den Fels gehauen und nicht aus Lehmziegeln oder Steinen aufgemauert ist, wie es sonst üblich war. In der Mastaba befindet sich eine auch in den anstehenden Fels gehauene Kapelle, deren Wände mit Reliefs und Statuen dekoriert sind. Die Statuen sind aus dem Fels gehauen. Die Reliefdekoration zeigt vor allem Scheintüren und Opferlisten. Mehrmals ist der Grabinhaber mit Familie dargestellt. Die sechs Statuen befinden sich in insgesamt vier Nischen gehauen und sind nicht freistehend.